# El Puerto, Tetela de Ocampo
El Puerto är en ort i Mexiko.   Den ligger i kommunen Tetela de Ocampo och delstaten Puebla, i den sydöstra delen av landet, 150 km öster om huvudstaden Mexico City. El Puerto ligger 2 095 meter över havet och antalet invånare är 165.
Terrängen runt El Puerto är varierad, och sluttar norrut. Runt El Puerto är det ganska tätbefolkat, med 67 invånare per kvadratkilometer. Närmaste större samhälle är Tetela de Ocampo, 3,5 km väster om El Puerto. I omgivningarna runt El Puerto växer i huvudsak blandskog.